# Hippospongia anfractuosa
Hippospongia anfractuosa är en svampdjursart som först beskrevs av Carter 1885.  Hippospongia anfractuosa ingår i släktet Hippospongia och familjen Spongiidae. Inga underarter finns listade i Catalogue of Life.